# Enzyklopädie des europäischen Ostens
Die Enzyklopädie des europäischen Ostens (EEO) bzw. Wieser Enzyklopädie des europäischen Ostens (WEEO) ist ein Nachschlagewerk zur Geschichte, Kultur und Politik des östlichen Europa. Es wurde in einem Forschungsprojekt an der Universität Klagenfurt erarbeitet und besteht aus einer Reihe von gedruckten Handbüchern, Themenbänden und Quellensammlungen, die im Wieser Verlag erscheinen, sowie aus einem Online-Lexikon.

## Konzept
Die Enzyklopädie des europäischen Ostens hat zum Ziel, einer breiteren Öffentlichkeit Informationen zur Geschichte, Kultur und Politik Osteuropas zur Verfügung zu stellen. Hintergrund für die Entstehung des Projektes war der Zerfall des Ostblock und dadurch beschleunigte Europäische Integration, die besonders in der EU-Erweiterung 2004 sichtbar wurde. Die Autoren der Beiträge und Artikel sind auf ihrem Fachgebiet ausgewiesene Wissenschaftler.
Die Enzyklopädie behandelt 23 europäische Länder: Albanien, Bosnien und Herzegowina, Bulgarien, Estland, Griechenland, Kroatien, Lettland, Litauen, Makedonien, Moldau, Montenegro, Polen, Rumänien, Russland, Serbien, Slowakei, Slowenien, Tschechien, Türkei, Ukraine, Ungarn, Weißrussland und Zypern. Nach Bedarf wurden weitere benachbarte Länder und Regionen berücksichtigt.
Thematisch wird eine sehr umfassende Herangehensweise angestrebt, die traditionelle Sichtweisen überwinden und die Vielfalt menschlichen Lebens und Zusammenlebens im östlichen Europa darstellen will. Über die reine Informationsvermittlung hinaus soll damit auch ein Beitrag zur Völkerverständigung und zur Europäischen Integration geleistet werden. „Ziel ist eine auf den Menschen bezogene Enzyklopädie der Verständigung, in der Geschichte als offener Vorgang begriffen, die Brüchigkeit menschlichen Lebens erfahrbar gemacht und der Wille gestärkt wird, eigenverantwortlich Gegenwart und Zukunft im Interesse der Menschen zu gestalten.“

## Entstehung und Veröffentlichung
Die Enzyklopädie des Europäischen Ostens, deren erste Planungen in der ersten Hälfte der 1990er Jahre stattfanden, wurde von dem Klagenfurter Verleger Lojze Wieser angeregt. Das Projekt zur Erarbeitung des Werkes wurde im Auftrag des österreichischen Bundesministeriums für Unterricht, Kunst und Kultur durchgeführt; die fertiggestellten Bände erscheinen im Wieser Verlag.
Die Leitung des Projekts (zunächst Günther Hödl († 2005), danach Reinhard Alexander Stauber) ist am Institut für Geschichte der Universität Klagenfurt angesiedelt. Weitere Arbeitsstellen befanden sich in der Abteilung für Südosteuropäische Geschichte in Graz, in der Fakultät für interdisziplinäre Forschung und Fortbildung in Wien sowie in Marburg.

## Handbuch
Alle Bände erscheinen im Verlag Wieser, Klagenfurt
- Vorausband. 1999, ISBN 3-85129-500-5.
- Perspektivenband. 2001, ISBN 3-85129-500-5.
- Band 1,2: Slowakei. Geschichte, Theater, Musik, Sprache, Literatur, Volkskultur, Bildende Kunst, Slowaken im Ausland, Film. 2011, ISBN 978-3-85129-502-3.
- Band 2,2: Miroslav Timotijević: Die Geburt der modernen Privatheit. Das Privatleben der Serben in der Habsburgermonarchie vom Ausgang des 17. bis zum Beginn des 19. Jahrhunderts. Beiträge zur Kulturgeschichte der Serben. 2012, ISBN 978-3-99029-028-6.
- Band 3,2: Rewas Gatschetschiladse: Georgien im weltpolitischen Kontext. 2017, ISBN 978-3-99029-293-8.
- Band 4,2: Wolf Oschlies: Makedonien. Beiträge zur Kulturgeschichte Nord Makedoniens. 2020, ISBN 978-3-99029-360-7.
- Band 9,1: Wolfgang Geier: Juden in Europa. Historische Skizzen aus zwei Jahrtausenden. 2012, ISBN 978-3-99029-005-7.
- Band 9,2: Wolfgang Geier: Roma im Osten Europas. Sozial- und kulturgeschichtliche Skizzen aus fünf Jahrhunderten. 2014, ISBN 978-3-99029-078-1.
- Band 10: Miloš Okuka (Hrsg.): Lexikon der Sprachen des europäischen Ostens. 2002, ISBN 3-85129-510-2.
- Band 11: Karl Kaser, Dagmar Gramshammer-Hohl, Robert Pichler (Hrsg.): Europa und die Grenzen im Kopf. 2003, ISBN 3-85129-511-0.
- Band 12: Karl Kaser, Dagmar Gramshammer-Hohl, Jan M. Piskorski, Elisabeth Vogel (Hrsg.): Kontinuitäten und Brüche. Lebensformen – Alteingesessene – Zuwanderer von 500 bis 1500. 2010, ISBN 978-3-85129-512-2.
- Band 13,1: Marlies Vujović, Vojislav Vujović: Der Limes. Von der Nordsee bis zum Schwarzen Meer. Band 1: Niedergermanien, Obergermanien, Rätien, Noricum. 2014, ISBN 978-3-99029-126-9.
- Band 13,2: Marlies Vujović, Vojislav Vujović: Der Limes. Von der Nordsee bis zum Schwarzen Meer. Band 2: Pannonien, Mösien, Dakien. 2014, ISBN 978-3-99029-126-9.
- Band 18: Karl Kaser, Martin Prochazka (Hrsg.): Selbstbild und Fremdbilder der Völker des europäischen Ostens. 2006, ISBN 3-85129-518-8.
- Band 20,1: Wolfgang Geier: Östlich des 15. Längengrades. Essays zur Geschichte Ostmittel-, Ost- und Südosteuropas. 2016, ISBN 978-3-99029-192-4.
- Band 20,2: Wolfgang Geier: Europäer und Russen. Wahrnehmungen aus einem Jahrtausend. 2018, ISBN 978-3-99029-263-1.
- Band 20,3: Wolfgang Geier: Südosteuropa. Kulturhistorische Skizzen. 2020, ISBN 978-3-99029-801-7.
- Band 20,4: Wolfgang Geier: Panslawismus. 2022, ISBN 978-3-99029-535-9.

Die Themenabteilung bilden bislang (Stand 2025) die Bände 11 und 12; aus der Dokumente-Abteilung ist bislang Band 18 erschienen.

## Handbibliothek der WEEO
Ergänzend zur Enzyklopädie des europäischen Ostens erscheint eine sogenannte „Handbibliothek“, eine Ergänzungsreihe, in der Nachdrucke selten gewordener älterer Werke zum Themenbereich erscheinen.
- Handbibliothek Band 1: Anton Linhart: Versuch einer Geschichte von Krain und den übrigen Ländern der südlichen Slaven Österreichs. Band 1, ISBN 978-3-85129-342-5.
- Handbibliothek Band 2: Anton Linhart: Versuch einer Geschichte von Krain und den übrigen Ländern der südlichen Slaven Österreichs. Band 2, ISBN 978-3-85129-530-6.
- Handbibliothek Band 3: Paul Joseph Šaffařík: Geschichte der slawischen Sprache und Literatur nach allen Mundarten. ISBN 978-3-85129-531-3.
- Handbibliothek Band 4: Paul Joseph Šaffařík: Geschichte der südslawischen Literatur. ISBN 978-3-85129-532-0.
- Handbibliothek Band 5: Paul Joseph Šaffařík: Geschichte des serbischen Schriftthums. ISBN 978-3-85129-533-7.

## Online-Lexikon
Die Online-Plattform der „Enzyklopädie des europäischen Ostens“ bietet Texte, Bilder und Karten zur Geschichte und Kultur des europäischen Ostens an. Stand der Lexikonartikel ist, wenn nicht explizit vermerkt, der Dezember 2006.